# Franco Sassi
Franco Sassi (Alessandria, 26 febbraio 1912 – Alessandria, 11 novembre 1993) è stato un pittore, incisore e grafico italiano.

## Biografia
Orfano della prima guerra mondiale, l'iniziale formazione è quella di grafico pubblicitario al tempo dell'incisione litografica sulla pietra di Alois Senefelder. Si forma all'interno dell'"Educatorio Borsalino", nelle officine litografiche della stessa fabbrica.
È degli anni trenta l'amicizia con il più anziano Cino Bozzetti, del quale si considererà allievo nell'arte della stampa calcografica. Partecipa alla seconda guerra mondiale in Slovenia; rimangono, a testimonianza di questa esperienza, ritratti e caricature di superiori e commilitoni. Legatissimo alla propria terra, dalle nitide e luminose vedute della campagna fluviale, dagli studi di gelsi, di nubi e di zolle, svilupperà negli ultimi tempi un naturalismo fantastico nella serie dei cosiddetti "Mostri" e nell'esplosione cromatica degli acquerelli.
È  grande estimatore della città di Nizza Monferrato, del suo contado e dei suoi paesaggi. Amico di Arturo Bersano (fondatore dell'omonima azienda vinicola), è stato da sempre il creatore delle etichette dei suoi vini, dando vita ad una vera e propria "maniera" di vestire la bottiglia. In Piemonte, crea capolavori di grafica pubblicitaria per le molte aziende che caratterizzano l'attività economica della regione.
Parallelamente alla professione di pubblicitario, continua la sua attività di pittore, disegnatore e incisore, alla costante ricerca di nuovi linguaggi espressivi.
Espone in numerose rassegne collettive e personali con successo di pubblico e di critica. Muore ad Alessandria nel 1993.
Alcune delle sue opere sono conservate alla Pinacoteca Civica di Alessandria e alla Civica raccolta delle stampe Achille Bertarelli di Milano. Nel 2009 Il British Museum di Londra acquisì cinque acqueforti databili tra gli anni settanta e ottanta che possono essere ammirate al Department of Prints and Drawings catalogo on-line, del museo stesso.
L'ultima acquisizione, nel 2011, è quella del Museo delle "Cappuccine" di Bagnacavallo (Ravenna).. E' dell'anno 2019 la donazione di sette opere alla Pinacoteca comunale di Alessandria, che il Sindaco Gianfranco Cuttica di Revigliasco ha definito come un autentico recupero di storia patria per la Città. 

## Principali mostre postume
- 1996 antologica presso Palazzo Cuttica di Alessandria, a cura del Comune
- 1998 Regione Piemonte, Palazzo degli Stemmi - via Po a Torino
- 2007 Associazione Culturale "Il Triangolo Nero" Alessandria
- 2007 "Alessandria nei Marchi Commerciali di Franco Sassi" a cura del Comune
- 2012 Palazzo Cuttica - Gabinetto delle Stampe Antiche e Moderne - Alessandria, Franco Sassi: Il Paesaggio nei Disegni e nelle Acqueforti, mostra del Centenario della Nascita